# 利曼西克 (別列贊卡區)
46°47′58″N 31°26′0″E / 46.79944°N 31.43333°E
利曼西克（烏克蘭語：Лиманське），是烏克蘭南部的村莊，隸屬尼古拉耶夫州的尼古拉耶夫區。該村面積0.17平方公里，海拔高度9米，2001年人口29，人口密度每平方公里170.6人。